# Gośniewice (gmina Jasieniec)
Gośniewice – wieś sołecka w Polsce położona w województwie mazowieckim, w powiecie grójeckim, w gminie Jasieniec.
W latach 1975–1998 miejscowość należała administracyjnie do województwa radomskiego.